# 미즈노 다다히로 (1856년)

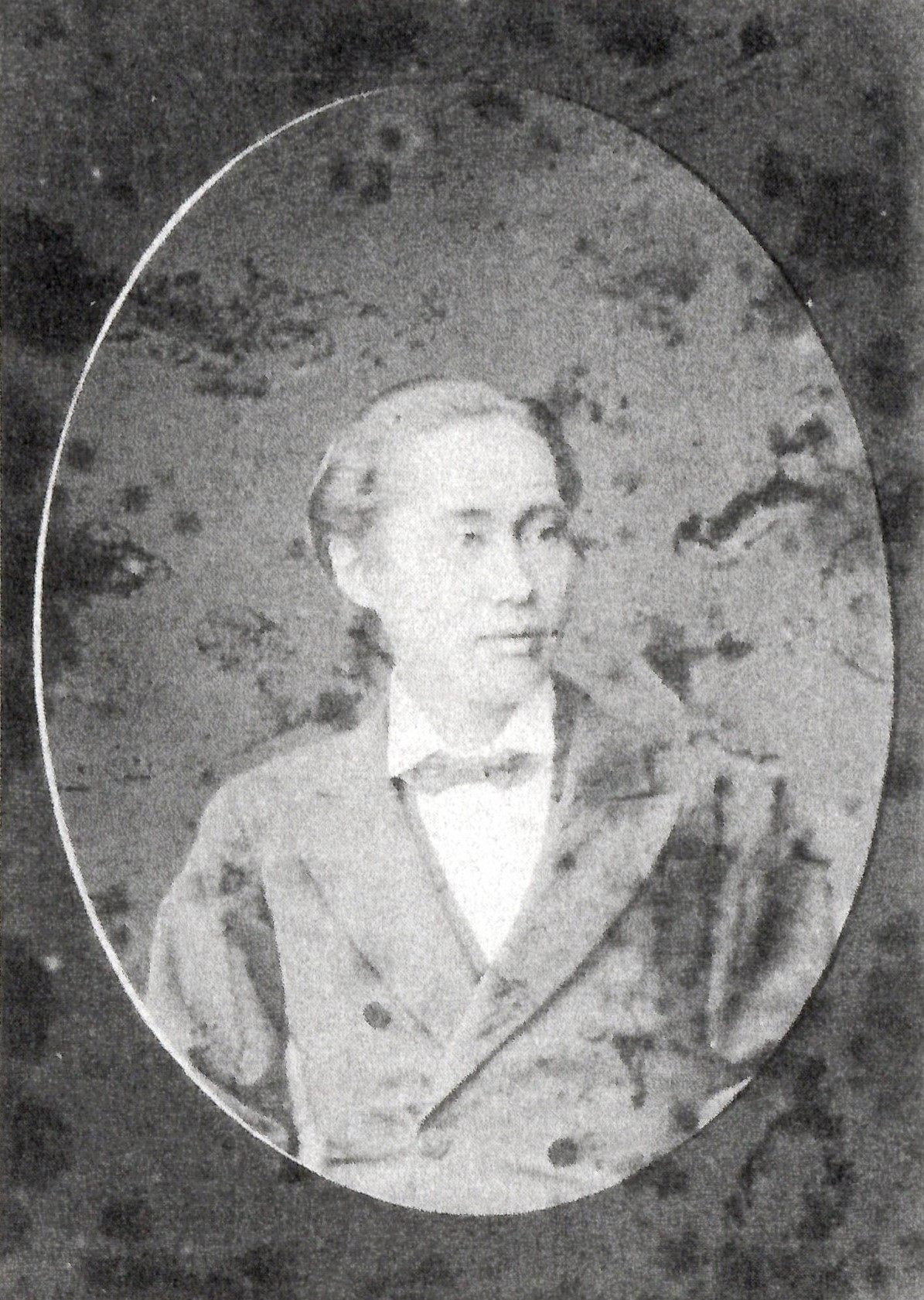
미즈노 다다히로

미즈노 다다히로(일본어: 水野忠弘, 1856년 7월 19일 ~ 1905년 12월 7일)는 에도 시대 말기의 다이묘로, 야마가타번의 마지막 번주이자, 아사히야마 번지사이다. 다다모토계 미즈노가(忠元系水野家) 제13대 당주.
안세이 3년(1856년) 6월 18일, 야마가타 번주 미즈노 다다키요의 맏아들로 태어났다. 게이오 2년(1866년), 아버지가 은거함에 따라 번주직을 계승하였다. 보신 전쟁에서는 다른 도호쿠 지방 여러 번들과 마찬가지로 오우에쓰 열번 동맹에 가담하였으나, 게이오 4년(1868년), 메이지 신정부군에 항복하였다. 신정부에 저항했던 책임을 물어 가로인 미즈노 모토노부(水野元宣)가 처형되었다. 메이지 3년(1870년), 아사히야마 번으로 이봉되었다. 1905년에 사망하였다.
| 전임 미즈노 다다키요 | 제2대 야마가타번 번주 (미즈노가) 1866년 ~ 1870년 | 후임 폐번 |

|  | 아사히야마 번 번지사 1870년 ~ 1871년 | 후임 폐번치현 |